# بشملة واردية
بشملة واردية (الاسم العلمي:Eriobotrya wardii) هي نوع غير مؤكد من النباتات تتبع جنس البشملة من الفصيلة الوردية. تم وصف هذا النوع من النبات علمياً لأول مرة من قبل سيسيل إرنست كلود فيشر سنة 1929.